# دولنجی نواکی
دولنجی نواکی  یک روستا در شهرداری سرکنو در منطقه سنتی ساحلی در اسلوونی است.
بیمارستان پارتیزانی فرانجا در یک دره شمال این سکونتگاه واقع شده است.